# Wafai Laila
Wafai Laila, född 18 augusti 1964 i Damaskus i Syrien, är en syrisk författare och poet. Han bor i Katrineholm i Södermanlands län.
Innan han flydde och anlände Sverige 2015 hade han publicerat åtta diktsamlingar. På grund av censuren i Syrien trycktes den första diktsamlingen i Libanon.
I sina dikter har Wafai Laila gestaltat hur det är att vara flykting. Han har även uppträtt med sina dikter, bland annat med den tvåspråkiga föreställningen Städer av kärlek och rädsla. Hans dikt "Jag hoppas att servitrisen förstår" har tonsatts av Katrineholms kammarkör. Dikten handlar om när Wafai Laila själv var ny i Sverige och försökte bryta ensamheten och isoleringen genom att besöka ett kafé i Norrköping. Med diktsamlingen Mitt namn fyra siffror introducerades han 2019 på svenska. Dikterna är utgivna första gången på arabiska 2017 och översatta till svenska av Jasim Mohamed. I dikterna berör Wafai Laila hur det är att försöka träda in i det svenska språket och vara asylsökande i den svenska byråkratin.
Wafai Laila medverkade på Stockholm poesimässa 2019.